# Greg Graffin

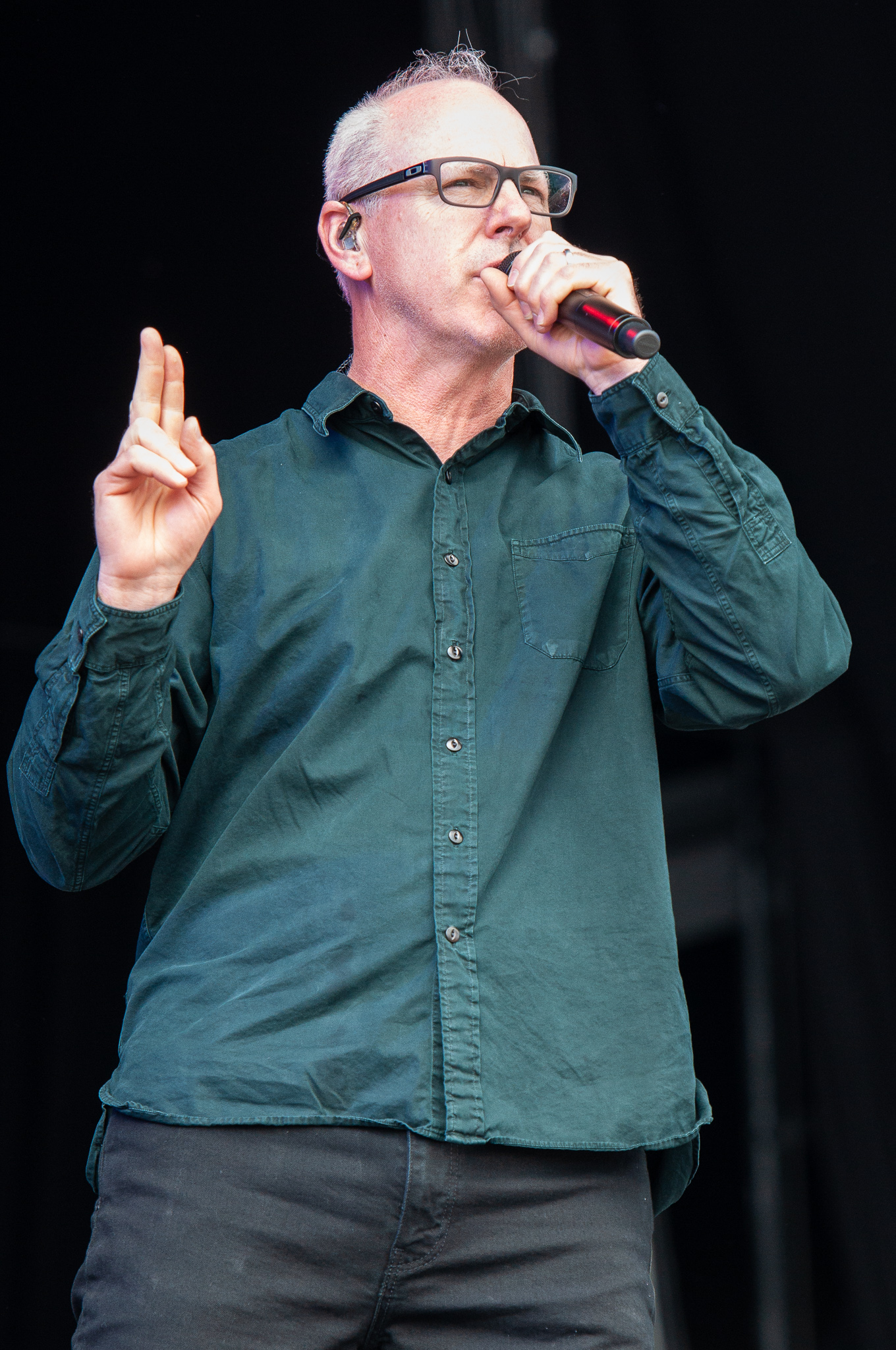
Graffin während eines Konzerts von Bad Religion (2018)

Gregory „Greg“ Walter Graffin (* 6. November 1964 in Madison, Wisconsin) ist ein US-amerikanischer Sänger, Songwriter sowie promovierter Evolutionsbiologe. Er ist der Frontmann der Punkband Bad Religion.

## Leben
Greg Graffin wurde in Madison geboren und wuchs ursprünglich in Racine (Wisconsin) auf. Nach der Scheidung seiner Eltern zog er mit seiner Mutter zunächst nach Milwaukee und 1976 schließlich nach Los Angeles. Dort gründete er 1980 zusammen mit seinen High-School-Mitschülern Brett Gurewitz, Jay Bentley und Jay Ziskrout die Band Bad Religion, in der er Sänger und Songwriter ist und die bis heute eine Institution im Punkrock darstellt und stilprägend für die Richtung des Melodycore war.
1997 nahm er sein erstes Soloalbum American Lesion auf, das bei Atlantic Records erschien und auf dem Graffin sämtliche Instrumente bis auf das Schlagzeug selbst einspielte. Musikalisch legt er hier wie auch bei seiner Band viel Wert auf Melodien, es ist allerdings weitaus ruhiger als die Musik von Bad Religion. Mit Cease enthält die CD auch ein Lied, das die Band Bad Religion bereits 1996 auf ihrem Album The Gray Race veröffentlicht hatte und das Graffin für dieses Album als Ballade mit Klavierbegleitung einspielte.
Nebenher studierte er an der University of California, Los Angeles, später an der Cornell University, an der er im September 2003 am Department of Evolutionary Biology in Zoologie promovierte. Die Dissertation trägt den Titel Monism, Atheism and the Naturalist Worldview: Perspectives from Evolutionary Biology. Dabei befragte er circa 150 führende Evolutionsbiologen zu Themen wie Willensfreiheit, den Glauben an einen persönlichen Gott, Weltanschauungen. Ergebnis der Arbeit war unter anderem, dass weniger als zehn Prozent der befragten Evolutionsbiologen angaben, an einen Gott zu glauben. Graffin verwunderte dies nach eigener Aussage nicht, jedoch erstaunte ihn, dass die Mehrheit der Evolutionsbiologen angab, Religion dennoch für prinzipiell vereinbar mit der Evolutionstheorie zu halten.
Graffins zweites Soloalbum Cold as the Clay erschien am 10. Juli 2006 bei ANTI- (einem Schwesterlabel von Epitaph Records). Als Produzent fungierte Brett Gurewitz, einer von Graffins Bandkollegen bei Bad Religion, als Begleitband waren drei Mitglieder der ehemaligen kanadischen Indie-Rock-Band The Weakerthans an dem Album beteiligt. Graffin sagt über Cold as the Clay, es sei eine „Ehrung des Vermächtnisses der Amerikanischen Musik“.
Bereits im Mai 2006 erschien außerdem das Buch Is Belief in God Good, Bad or Irrelevant?: A Professor And a Punk Rocker Discuss Science, Religion, Naturalism & Christianity, das hauptsächlich aus Graffins E-Mail-Korrespondenz mit dem christlichen Geschichtsprofessor Preston Jones besteht und von diesem veröffentlicht wurde. Es dokumentiert ihre Diskussion über Themen wie Religion, Gott und Evolution. Graffin äußerte sich auch mehrmals zum Naturalismus. Nach ihm dürfe man nicht beim Atheismus stehen bleiben, sondern müsse weitergehen, eben zum Naturalismus.
2008 wurde Graffin von der Harvard Secular Society, einer Studentenorganisation an der Harvard University, der Rushdie Award for Cultural Humanism verliehen.
2012 absolvierte Graffin einen Gastauftritt auf dem Jubiläumskonzert der Band Die Toten Hosen bei Rock am Ring. Die Toten Hosen coverten dabei die Bad-Religion-Songs Raise Your Voice (bei welchem Campino ursprünglich als Gastsänger aufgetreten ist) und Punk Rock Song. Ferner sangen Graffin und Campino den Ramones-Klassiker Blitzkrieg Bop im Duett und für den Song Freunde der Toten Hosen trat Graffin eher spontan als Background-Sänger in Erscheinung.
2016 nahm Graffin sein drittes Soloalbum namens Millport auf, das am 10. März 2017 erschien.

## Politisches Engagement
Graffin soll während der The Gray Race Tour 1996 durch Europa auf mehreren Konzerten verlautbart haben, dass er eines Tages für den Posten des Präsidenten der Vereinigten Staaten kandidieren will. In einigen Interviews und Gesprächen mit Fans soll er bekräftigt haben, dass es sein absoluter Ernst sei. Die Jungle World zitierte ihn 2007 allerdings mit den Worten: „Diesen Plan hatte ich nie. Ich wollte nie Politiker werden. Ich habe nur einmal gesagt, dass ich mich verpflichtet fühlen würde, als Präsident zu kandidieren, wenn die Mehrheit der Amerikaner davon überzeugt wäre, dass ich ein guter Kandidat bin.“

## Auszeichnungen
- Sapio-Preis (2015)
- Qiliania graffini (2011), ein Fossil zu Ehren Graffins (Ji et al. 2011: A new, three-dimensionally preserved enantiornithine bird (Aves: Ornithothoraces) from Gansu Province, north-western China. Zoological Journal of the Linnean Society, 162, 201–219)

## Diskografie
Mit Bad Religion
siehe Bad Religion#Diskografie
Solo
- American Lesion (1997)
- Cold as the Clay (2006)
- Millport (2017)

## Veröffentlichungen
- Gregory W. Graffin: Evolution, monism, atheism and the naturalist world-view; Polypterus Press, Ithaca, NY. (2004)
- Greg Graffin; Preston Jones: Is Belief in God Good, Bad or Irrelevant? A Professor and a Punk Rocker Discuss Science, Religion, Naturalism & Christianity. (2006)
- Greg Graffin; Steve Olson: Anarchie und Evolution: Glaube und Wissenschaft in einer Welt ohne Gott. (2011)
- Greg Graffin: Punk Paradoxon: Eine Autobiografie. (2022)